# Maternity Leave
"Maternity Leave" (titulado "Baja por maternidad" es España y "Abandono materno" en Hispanoamérica) es el decimoquinto episodio de la segunda temporada de la serie de televisión Lost. El flashback está centrado en Claire Littleton.

## Trama
Cuando Aaron se pone enfermo, Claire, junto con Kate y Rousseau, va en busca del lugar donde ella fue llevada durante su secuestro para buscar medicamentos. Jack y Locke discuten sobre lo que deben hacer con su prisionero.

## Otros capítulos
- Capítulo anterior: "Uno de ellos"
- Capítulo siguiente: "Toda la verdad"

## Enlace Extremo
- Fotos del capítulo "Maternity Leave" (enlace roto disponible en Internet Archive; véase el historial, la primera versión y la última).

- Datos: Q1048491